# Acalypha ruiciana
Acalypha ruiciana é uma espécie de flor do gênero Acalypha, pertencente à família Euphorbiaceae.